# مشيرعة (مذيخرة)

تعديل مصدري - تعديل

مشيرعة محلة تابعة لقرية سوق النجد، التابعة لعزلة حليان بمديرية مذيخرة إحدى مديريات محافظة إب في الجمهورية اليمنية.، بلغ تعداد سكانها 103 حسب تعداد اليمن لعام 2004.